# Epeolus vinogradovi
Epeolus vinogradovi är en biart som beskrevs av Popov 1952. Epeolus vinogradovi ingår i släktet filtbin, och familjen långtungebin. Inga underarter finns listade i Catalogue of Life.